# Албешть (комуна, Васлуй)
Албешть, Албешті (рум. Albești) — комуна у повіті Васлуй в Румунії. До складу комуни входять такі села (дані про населення за 2002 рік):
- Албешть (1206 осіб)
- Гура-Албешть (164 особи)
- Корнь-Албешть (1396 осіб)
- Красна (529 осіб)

Комуна розташована на відстані 267 км на північний схід від Бухареста, 18 км на південний схід від Васлуя, 76 км на південь від Ясс, 120 км на північ від Галаца.

## Населення
За даними перепису населення 2002 року у комуні проживали 3295 осіб.
Національний склад населення комуни:
| Національність | Кількість осіб | Відсоток |
| -------------- | -------------- | -------- |
| румуни         | 3294           | > 99,9%  |
| угорці         | 1              | < 0,1%   |

Рідною мовою назвали:
| Мова      | Кількість осіб | Відсоток |
| --------- | -------------- | -------- |
| румунська | 3294           | > 99,9%  |
| угорська  | 1              | < 0,1%   |

Склад населення комуни за віросповіданням:
| Релігія        | Кількість осіб | Відсоток |
| -------------- | -------------- | -------- |
| православні    | 3066           | 93,1%    |
| бретрени       | 160            | 4,9%     |
| адвентисти     | 57             | 1,7%     |
| лютерани       | 4              | 0,1%     |
| римо-католики  | 2              | 0,1%     |
| греко-католики | 1              | < 0,1%   |
| старообрядці   | 1              | < 0,1%   |
| не релігійні   | 1              | < 0,1%   |

## Зовнішні посилання
- Дані про комуну Албешть на сайті Ghidul Primăriilor [Архівовано 19 січня 2013 у Wayback Machine.]